# Bjurbäckens revir
Bjurbäckens revir var ett skogsförvaltningsområde inom Umeå överjägmästardistrikt, Västerbottens län, som omfattade av Lycksele socken de nordvästra delarna mot Sorsele och Malå socknar samt av Malå socken kronoparken Stenträskheden. Reviret, som var indelat i fyra bevakningstrakter, omfattade 64 726 hektar allmänna skogar, varav nio kronoparker med 63 003 hektar areal (1920).